# Robyn Sarah
Robyn Sarah, née à New-York de parents canadiens, est une poète québécoise.

## Biographie
Robyn Sarah grandit à Montréal, où elle habite encore aujourd'hui. Elle fait ses études à l'Université McGill ainsi qu'au Conservatoire de musique du Québec.
« Figure majeure de la poésie à Montréal depuis plus de vingt ans déjà », les écrits de Robyn Sarah sont publiés à travers le Canada et les États-Unis dans de nombreux périodiques canadiens et américains dont Antioch Review, Michigan Quaterly Review, New England Review, North American Review, Poetry, QuaterlyWest, The Hudson Review ainsi que The Threepenny Review,.
« Ses poèmes formalistes décrivent souvent le quotidien et sont le résultat d'une observation attentive et d'un processus d'extrapolation, conforme à sa philosophie, en faire beaucoup avec peu ». Son intérêt « pour saisir le moment et rassembler des miettes de passé s’apparente au travail de Walter Benjamin sur l’art de collectionner ». À travers son écriture, Robyn Sarah est « attentive aux points de mutabilité où se rencontrent des réalités différentes ».
En poésie, elle fait paraître plusieurs titres en anglais dont, The Touchstone: Poems New and Selected (Anansi, 1992), Questions About The Stars (Brick Books, 1998), un recueil construisant « la notion de lieu à partir du domestique et du quotidien », A Day's Grace (The Porcupine's Quill, 2003) ainsi que My shoes are killing me (Biblioasis, 2015),. « La poésie de Robyn Sarah médite elle-même sur l'évident, raconte l'hésitation devant ce qui va de soi ».
Deux de ses recueils de poèmes sont traduits en anglais et publiés aux Éditions du Noroît. Elle fait paraître Le tamis des jours, traduit par Marie Frankland (2007) ainsi que Mes souliers me font mourir, traduit par Rémi Labrecque (2019). Michel Beaulieu traduit également quelques-uns de ses poèmes qui paraissent dans la revue Ellipse, n° 36,. « Si la barrière linguistique qu'évoque Robyn Sarah est toujours sensible dans l'univers bilingue montréalais — et tout autant dans le paysage littéraire —, la volonté de la traverser reste à bien des égards sincère »,.
Les poèmes de Robyn Sarah paraissent également dans Le groupe des huit : huit poètes anglo-québécois (Éditions du Noroît, 2008), une anthologie de poètes anglophones contemporains du Québec. La sélection ainsi que la traduction des écrivaines et écrivains réunis dans cette anthologie est réalisé par Judith-Louise Thibault.
Comme nouvelliste, elle publie A Nice Gazebo (Véhicule Press, 1992) ainsi que Promise of Shelter (Porcupine's Quill, 1997).
Sarah remporte le concours littéraire de la SRC en poésie (1990) et obtient un mérite dans le National Magazine Award pour sa nouvelle « Accept My Story » (1994).
Elle est finaliste pour le prix QSPELL de la meilleure œuvre de fiction écrite en anglais par un auteur québécois pour Promise of Shelter (1997) ainsi que pour le Prix de la Quebec Writers' Federation, poésie pour A Day's Grace (2004),.
En 2015, elle est récipiendaire du Prix du Gouverneur général, catégorie poésie pour My Shoes Are Killing Me. En 2019, Mes souliers me font mourir, traduit par Rémi Labrecque, remporte le prix de la traduction John-Glassco.

## Œuvres

### Poésie

#### Anglais
- Shadowplay, Fredericton, N.B., Fiddlehead Poetry Books, 1978, 44 p. (ISBN 0-920110-68-1)
- The Space between sleep and waking, Montréal, Villeneuve, 1981, 35 p.
- Anyone skating on that middle ground, Montreal, Véhicule Press, 1984, 53 p. (ISBN 0919890601)
- Three sestinas, Montréal, F. Louder, 1984, 7 p. (ISBN 092028812X)
- Becoming light, Dunvegan, Cormorant Books, 1987, 40 p. (ISBN 0920953220)
- The touchstone : poems new & selected, Concord, Anansi, 1992, 141 p. (ISBN 0-88784-528-2)
- Questions about the stars, London, Brick Books, 1998, 109 p. (ISBN 0-919626-96-3)
- A day's grace : poems, 1997-2002, Erin, The Porcupine's Quill, 2003, 77 p. (ISBN 0-88984-233-7)
- Pause for breath, Emeryville, Biblioasis, 2009, 81 p. (ISBN 978-1-897231-59-3)
- Digressions : prose poems, collage poems and sketches, Markham, Fitzhenry & Whiteside, 2012, 100 p. (ISBN 978-1-55455-234-4)
- My shoes are killing me, Windsor, Biblioasis, 2015, 65 p. (ISBN 9781771960137 et 9781771960144)
- Wherever we mean to be : selected poems, 1975-2015, Windsor, Biblioasis, 2017, 152 p.  (ISBN 9781771961806)

#### Français
- Le tamis des jours : poèmes choisis, traduction de l'anglais par Marie Frankland avec une préface de Pierre Nepveu, Montréal, Éditions du Noroît, 2007, 158 p. (ISBN 978-2-89018-617-0)
- Mes souliers me font mourir, traduction de l'anglais par Rémi Labrecque, Montréal, Éditions du Noroît, 2019, 92 p. (ISBN 9782897661519)

### Nouvelles

#### Anglais
- A nice gazebo, Montreal, Véhicule Press, 1992, 118 p. (ISBN 1-55065-034-3)
- Promise of shelter, Erin, Porcupine's Quill, 1997, 127 p. (ISBN 0-88984-192-6)

### Essai

#### Anglais
- Little eurekas : a decade's thoughts on poetry, Emeryville, Biblioasis, 2007, 270 p. (ISBN 978-1-897231-29-6 et 9781897231296)

### Autobiographie

#### Anglais
- Music, late and soon : a memoir, Windsor, Biblioasis, 2021, 348 p. (ISBN 9781771963565 et 1771963565)

## Prix et distinctions
- 1990 - Récipiendaire : Concours littéraire de la SRC en poésie[2]
- 1994 - Récipiendaire : Mérite dans le National Magazine Award pour sa nouvelle « Accept My Story »[2]
- 1997 - Finaliste : Le prix QSPELL de la meilleure œuvre de fiction écrite en anglais par un auteur québécois (pour Promise of Shelter)[2]
- 2004 - Finaliste : Prix de la Quebec Writers' Federation, poésie (pour A Day's Grace)[9]
- 2015 - Récipiendaire : Prix du Gouverneur général, catégorie poésie (pour My Shoes Are Killing Me)[10]
- 2019 - Récipiendaire : Prix de la traduction John-Glassco (pour Mes souliers me font mourir, traduit par Rémi Labrecque)[2]